# Sue Ryder

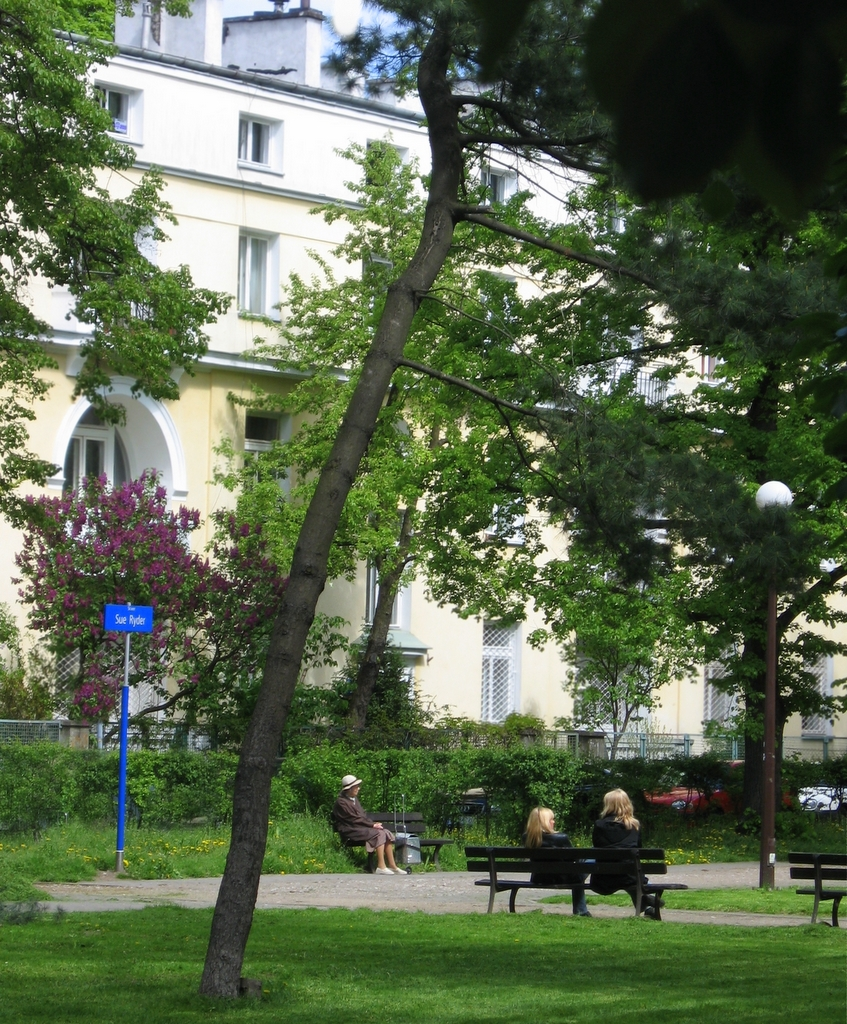
Skwer Sue Ryder w Warszawie

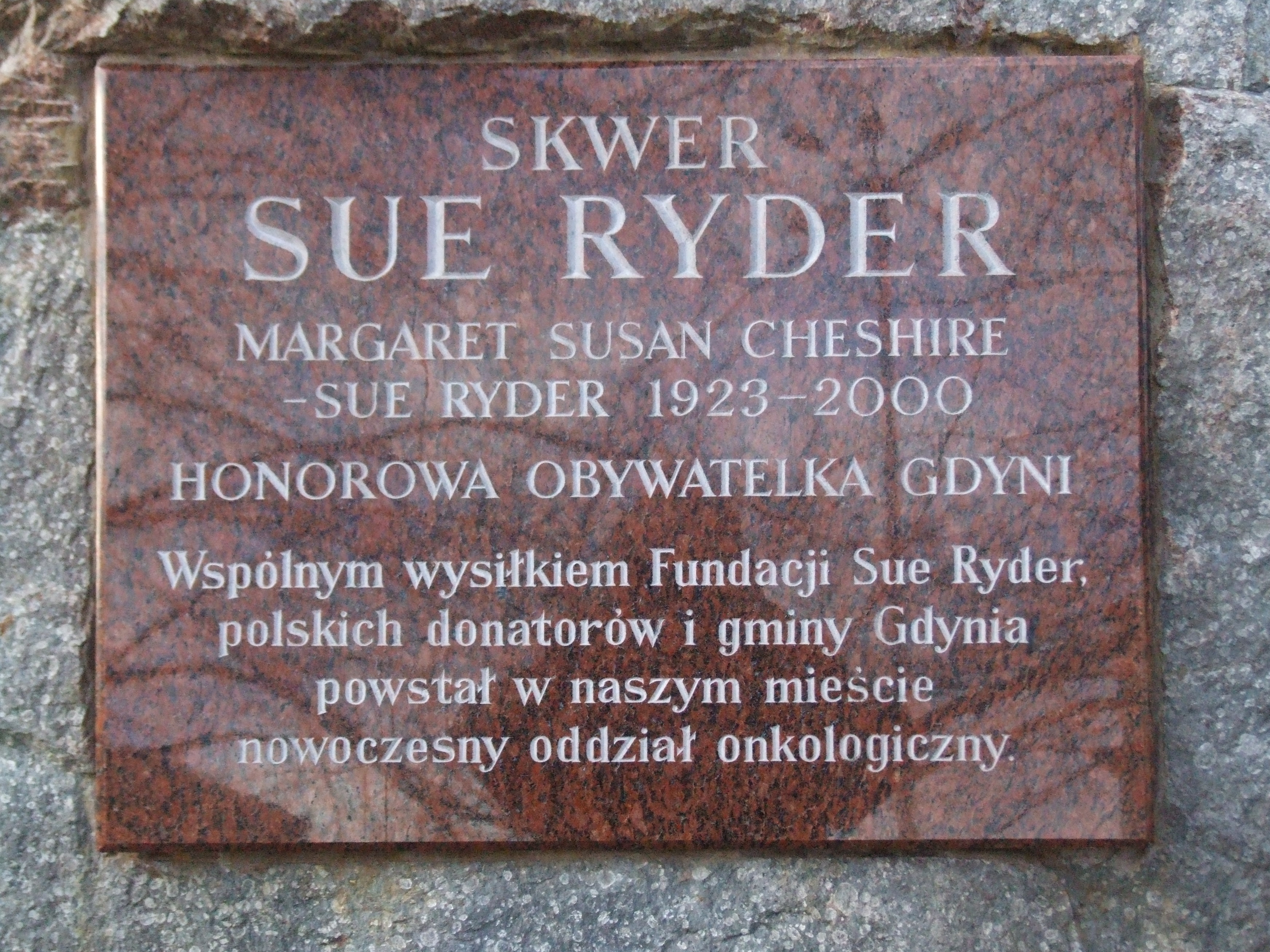
Tablica na skwerze Sue Ryder w Gdyni

Sue Ryder, właśc. Margaret Susan Ryder, Baroness Ryder of Warsaw (ur. 3 lipca 1923 w Leeds, zm. 2 listopada 2000 w Bury St Edmunds w hrabstwie Suffolk) – brytyjska działaczka charytatywna. Podczas II wojny światowej wstąpiła do Korpusu Pierwszej Pomocy Pielęgniarskiej (FANY, ang. First Aid Nursing Yeomanry), następnie została przydzielona do polskiej sekcji tajnej brytyjskiej agencji rządowej Special Operations Executive (Kierownictwo Operacji Specjalnych) zajmującej się dywersją i wspieraniem ruchu oporu w okupowanej Europie. Opiekowała się ok. 300 cichociemnymi, wysyłanymi do Polski. Później do końca życia kierowała założoną przez siebie międzynarodową fundacją charytatywną swojego imienia. Miała tytuł para Wielkiej Brytanii. Nie licząc aktywności podczas wojny, pomogła co najmniej 500 tys. osób, ponad 50 narodowości.

## Życiorys
Ukończyła Benenden School. Po wybuchu II wojny światowej, w wieku 16 lat jako ochotniczka wstąpiła do pomocniczej służby wojskowej kobiet First Aid Nursing Yeomanry. Wkrótce została przeniesiona do polskiej sekcji w Kierownictwie Operacji Specjalnych, gdzie służyła do końca wojny. Jej zadaniem było zapewnienie opieki dla cichociemnych, odwoziła ich również na lotnisko, skąd wylatywali na swoje misje. W 1943 została wysłana do Tunezji, a później do Włoch.
Po wojnie podjęła się organizowania pomocy humanitarnej dla Polski, a także innej działalności charytatywnej, w tym pomocy byłym więźniom obozów nazistowskich oraz ratowania osób skazanych na śmierć w więzieniach alianckich.
W 1953 założyła Sue Ryder Foundation z siedzibą w domu swojej matki Mabel Ryder w Cavendish w hrabstwie Suffolk w Anglii. Fundacja miała się stać żywym pomnikiem ofiar wojny i często bezimiennych jej bohaterów, w tym przyjaciół Sue Ryder – cichociemnych. Fundacja zajęła się wznoszeniem tzw. Domów Sue Ryder, szpitali, hospicjów i domów opieki, które powstały na całym świecie, w tym 30 w Polsce.
Po upadku komunizmu nie zaprzestała działalności w Polsce. W 1989, po apelu opublikowanym w dzienniku The Daily Telegraph, zebrała 40 tys. funtów pomocy. W 1998 odeszła z funkcji powiernika Fundacji Sue Ryder w związku z konfliktem z innymi powiernikami i założyła Fundację Bouverie (obecnie Lady Ryder Memorial Fund). Do dziś działa w Wielkiej Brytanii fundacja Sue Ryder Care z siedzibą w Londynie, powstała z przekształconej Sue Ryder Foundation, jak również szereg organizacji charytatywnych w Europie i w Afryce, w Malawi, noszących imię Sue Ryder, działających wokół ufundowanych przez nią Domów Sue Ryder. W 1991 Ryder założyła niezależną Fundację Sue Ryder w Polsce. Obecnie wszystkie te instytucje charytatywne współpracują ze sobą w ramach nieformalnej organizacji Sue Ryder International.

## Życie prywatne
W 1959 wyszła za mąż za płk. Leonarda Cheshire'a, brytyjskiego bohatera wojennego i działacza charytatywnego. Oboje z mężem przeszli na katolicyzm. Trwają starania o wszczęcie procesu beatyfikacyjnego zarówno Sue Ryder, jak i lorda Cheshire.

## Publikacje
Napisała dwie autobiograficzne książki: And the Morrow is Theirs (1975), polski przekład Jutro należy do nich (1978) i Child of My Love (1986, drugie wydanie 1997).

## Nagrody i odznaczenia
W 1957 otrzymała Order Imperium Brytyjskiego, a w 1976 Order św. Michała i św. Jerzego. W 1978 otrzymała tytuł para Anglii, przyjmując za swoją siedzibę Warszawę. Zasiadając w Izbie Lordów, brała czynny udział w debatach o obronności, narkomanii, polityce mieszkaniowej, służbie zdrowia, bezrobociu i tolerancji rasowej. W 1996 została odznaczona Medalem Polonia Mater Nostra Est, w 1999 Orderem Ecce Homo.
Przyznano jej tytuł doktora honoris causa uniwersytetów w Liverpoolu, Exeter, Essex, Reading, Leeds, Kent, Londynie i Cambridge.

## Upamiętnienie
Jest honorową obywatelką Warszawy, Konstancina-Jeziorny i Gdyni. Jej imię noszą skwery w Gdyni i Warszawie oraz ulica w Konstancinie.